# Mycetophagus multipunctatus
Mycetophagus multipunctatus is een keversoort uit de familie boomzwamkevers (Mycetophagidae). De wetenschappelijke naam van de soort werd in 1792 gepubliceerd door Johann Christian Ludwig Hellwig.